# Heinrich Knaust
Heinrich Knaust (également Knaustinus, Knustinus, Knust, Cnaustinua, Cnustinus ; né le 31 août 1520 à Hambourg et mort le 7 novembre 1580 à Erfurt) est un pédagogue, dramaturge, poète néolatin et un théologue catholique romain.

## Biographie
Heinrich Knaust est le fils d'un orfèvre. En 1537, il s'inscrit à l'université de Wittemberg et arrive à Cölln en 1540. De là, il devient le chef de l'école latine et le 6 janvier 1541, il publie la pièce en trois volumes qu'il avait écrite. À partir de 1543, il travaille comme recteur à Stendal et se marie. Il se convertit à la foi catholique et devint chanoine à Erfurt. Knaust s'est fait un nom en tant qu'auteur dramatique à son époque. Ses drames traitent de thèmes bibliques selon les époques. Il a également écrit des poèmes latins et des traités sur les questions religieuses.

## Œuvres
- Tragödia von verordnung der Stende. Wittenberg 1539
- Comoedia latina de sacrificio Abrahae. Wittenberg 1539 (nicht mehr auffindbar)
- Ein seer schön vnd nützl. Spiel, v. der liebl. Geburt unsers Herren Jesu Christi. Köln 1541, Frankfurt/Main 1571
- Dido. Frankfurt/Main 1566
- Agapetus scholasticus. Straßburg 1572
- Pecuparunpius. ohne Ort 1574